# Basketball-Ozeanienmeisterschaft 1978
Die Basketball-Ozeanienmeisterschaft 1978, die dritte Basketball-Ozeanienmeisterschaft, fand zwischen dem 1. und 8. April 1978 in Auckland, Lower Hutt sowie Christchurch, Neuseeland statt, das zum zweiten Mal die Meisterschaft ausrichtete. Gewinner war die Nationalmannschaft Australiens, die zum dritten Mal, den Titel erringen konnte. In der Serie konnte Neuseeland mit 2:1 Siegen geschlagen werden. Zum ersten Mal ist es Neuseeland gelungen, Australien bei Basketball-Ozeanienmeisterschaften in einem Spiel zu bezwingen. 

## Teilnehmende Mannschaften
Australien

 Neuseeland

## Modus
Gespielt wurde in Form einer Best-of-Three Serie. Die Mannschaft, die zuerst zwei Siege erringen konnte, wurde Basketball-Ozeanienmeister 1978.

## Ergebnisse
|                                        |  | Australien | 93 – 71 | Neuseeland |  |
| Punkte pro Halbzeit: 47 : 30, 46 : 41. |  |            |         |            |  |
|                                        |  |            |         |            |  |
|                                        |  |            |         |            |  |

|                                        |  | Neuseeland | 67 – 65 | Australien |  |
| Punkte pro Halbzeit: 29 : 28, 38 : 37. |  |            |         |            |  |
|                                        |  |            |         |            |  |
|                                        |  |            |         |            |  |

|                                        |  | Australien | 76 – 69 | Neuseeland |  |
| Punkte pro Halbzeit: 44 : 36, 32 : 33. |  |            |         |            |  |
|                                        |  |            |         |            |  |
|                                        |  |            |         |            |  |

| Australien           |
| Meister Australien   |
| Dritte Meisterschaft |

## Abschlussplatzierung
| Rang | Mannschaft |
| ---- | ---------- |
| 1    | Australien |
| 2    | Neuseeland |

Australien qualifizierte sich durch den 2:1-Erfolg für die Basketball-Weltmeisterschaft 1978 auf den Philippinen.